# 半干旱气候

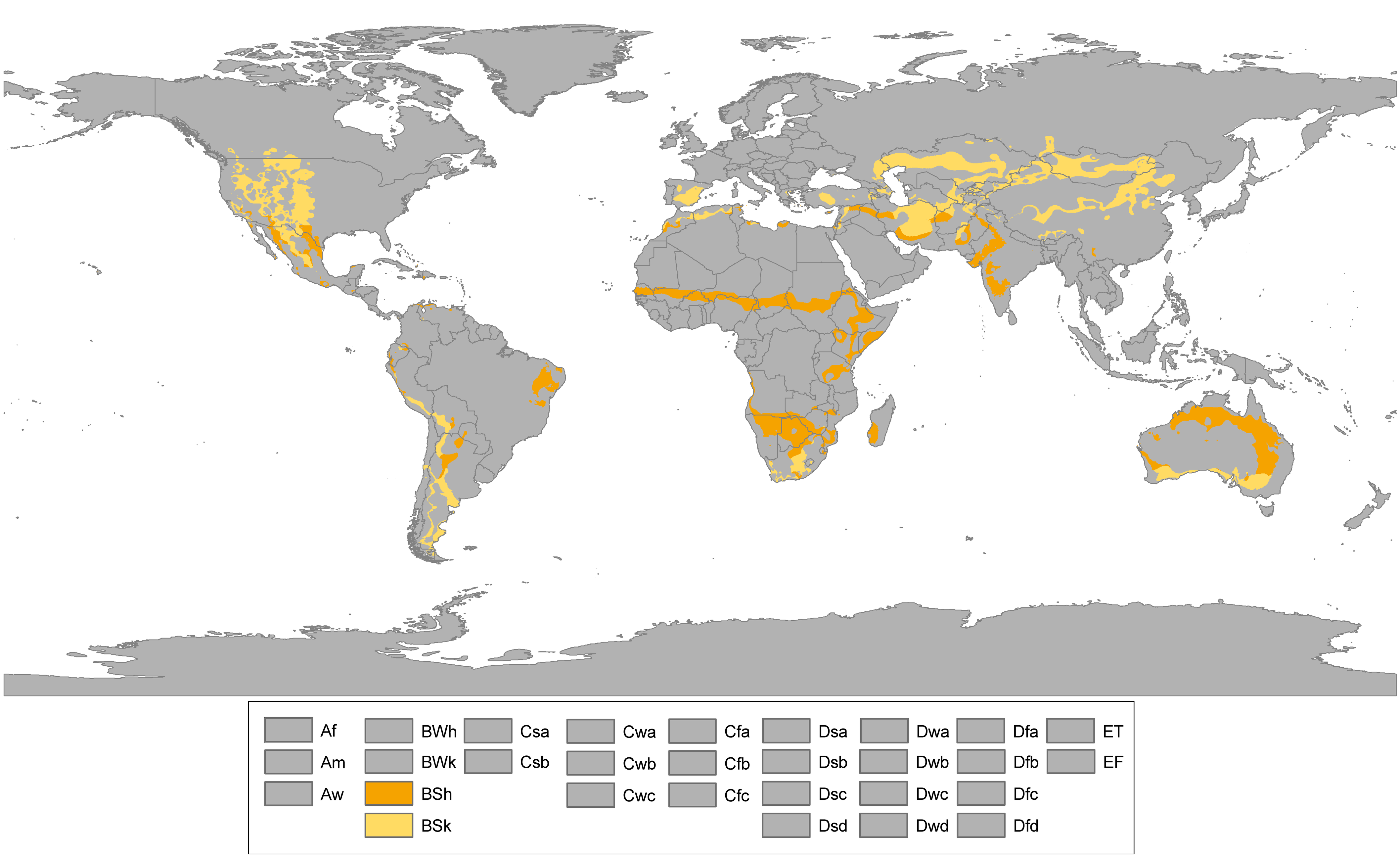
半干旱气候分布
BSh
BSk

半干旱气候，又称草原气候，是降水量低于潜在的蒸散量，但又不像干旱气候那么极端的一种气候类型。柯本气候分类法提供的更精确定义是生态特征在沙漠气候和潮湿气候之间的气候。本气候的植被主要是灌木丛生植物，通常由禾本科植物或灌木覆盖。
若一个地区的年平均降水量低于规定值，但高于规定值的一半，则列入BS。
在柯本气候分类法中，半干旱气候分为低纬度热草原气候（BSh）和中纬度冷草原气候（BSk）两个亚型。